# ريتشارد بيرد (لاعب كرة قدم أمريكية)
ريتشارد بيرد (بالإنجليزية: Richard Byrd)‏ هو لاعب كرة قدم أمريكية أمريكي، ولد في 20 مارس 1962 في ناتشيز في الولايات المتحدة.

## وصلات خارجية
- ريتشارد بيرد على موقع مرجع كرة القدم المحترفة.كوم (الإنجليزية)